# Aracynthus sanguineus
Espèce
Aracynthus sanguineus est une espèce d'insectes hémiptères de la famille des Fulgoridae, sous-famille des Aphaeninae, tribu des Diloburini (Metkalf, 1938) et du genre Aracynthus.

## Répartition
Cette espèce ce rencontre dans le nord de l'Amérique du Sud, notamment au Pérou, en Bolivie, dans le nord-est du Brésil, en Guyane, au Suriname et au Venezuela. 

## Taxinomie
L'espèce Aracynthus sanguineus a été décrite par l'entomologiste Guillaume-Antoine Olivier en 1791 sous le nom Fulgora sanguineus et sert de référence pour le genre Aracynthus.

### Synonymie
- Fulgora sanguineus Olivier, 1791 (protonyme)
- Poeocera porphyrea Erichson, 1848
- Abrahameria typica Distant, 1920